# 라데 해전
라데 해전(Battle of Lade, 고대 그리스어: Ναυμαχία τῆς Λάδης, Naumachia tēs Ladēs)은 기원전 494년 이오니아 반란 기간 일어난 해전이다. 레스보스 주도에 의한 이오니아 도시 연맹과 다리우스 대제의 페르시아 제국 간에 벌어진 해전으로 페르시아 제국이 결정적인 승리를 거둠으로써 반란을 모두 종식시킬 수 있었다.
이오니아 반란은 페르시아 제국이 임명한 참주들에 대한 소아시아에 있는 그리스 도시 국가들의 불만이 팽배해지면서 촉발되었다. 기원전 499년, 당시 밀레투스의 참주였던 아리스타고라스는 자신의 지위를 공고히 하기 위해 페르시아 제국의 사트라프 아르타페르네스와 함께 낙소스를 정복하기 위한 연합 원정을 떠났다. 이 원정은 대실패로 돌아갔고, 자신의 지위가 위험해진 것을 감지한 아리스타고라스는 이오니아 전체 도시를 선동하여 페르시아 제국의 다리우스 대제에게 반란을 획책할 것을 선택했다. 기원전 498년, 처음에는 이오니아 세력들이 아테나이와 에레트리아의 지원을 받아 공세를 이어갔다. 그리하여 사르디스를 점령했지만, 에페소스 전투에서 패배를 당함으로써 기세가 꺾였다. 그후 반란은 카리아와 키프로스로 확산되었다. 페르시아도 3년에 걸친 소아시아 원정을 이어갔지만, 결정적이고, 효과적인 결과를 얻지 못했다. 기원전 494년, 페르시아 군과 해군은 재집결하여, 밀레투스 반란군 외곽지역으로 진군해 갔다.
이오니아 인들은 밀레투스의 방어를 밀레투스 사람들에게 맡겨두고 해로로 밀레투스를 방어하길 모색했다. 이오니아 함대는 밀레투스 해안에서 떨어진 라데 섬에 집결하였다. 페르시아는 라데에서의 승리를 확신하지 못했으며, 그리하여 일부 이오니아 인들을 설득하여 세력 이탈을 시도했다. 처음에는 성공을 거두지 못했지만, 페르시아 군이 이오니아 인들을 공격하기 시작하자 마침내 살라미스 함대가 페르시아의 제안을 받아들였다. 페르시아와 이오니아 함대가 마침내 조우를 하게 되었을 때, 살라미스 함대는 전장을 이탈했고, 이것은 이오니아 전선의 붕괴를 가져왔다. 비록 히오스와 몇몇 함선들이 남아서 페르시아 군을 상대로 용감하게 싸웠지만, 해전은 결국 페르시아의 승리로 돌아갔다.
라데 해전의 패전으로, 이오니아 반란은 거의 끝이 났다. 이듬해 페르시아는 반란군 잔당의 근거지를 소탕했고, 이 지역에 평화를 정착시키는 작업을 진행했다. 이오니아 반란은 고개 그리스와 페르시아 사이에 일어난 최초의 주요한 충돌이었고, 그리하여 그리스-페르시아 전쟁의 초전의 양상을 나타냈다. 비록 소아시아가 페르시아 쪽으로 다시 넘어 왔지만, 다리우스는 이오니아 반란을 지원한 아테네와 에레트리아를 반드시 징벌하겠다는 결의를 가지게 했다. 게다가 그리스 많은 도시 국가들을 제국의 안정에 지속적인 위협으로 간주하고, 그리스 전체를 정벌하기로 결정했다. 기원전 492년, 페르시아의 제1차 그리스 침공은 그리스-페르시아 전쟁의 차기 양상이 되었으며, 이것은 이오니아 반란의 직접적인 결과로 나타나게 되었다.

## 배경
미케네 문명의 붕괴에 따른 암흑의 시대에 그리스의 많은 중요 인물들이 소아시아로 이주해서 그곳에 정착했다. 이러한 정착민들은 주로 아이올리 인, 도리아 인, 이오니아 인으로 구성된 세 개의 집단이었다. 이오니아 인들은 리디아와 카리아의 해안 지역을 따라서 정착하면서, 이오니아를 구성하는 12개의 도시를 세웠다. 이러한 도시들 중에는 밀레투스, 미우스, 카리아의 프리에네, 에페소스, 콜로폰, 레베도스, 테오스, 클라조메나이, 포카이아 그리고 리디아의 에리트라이가 있었다. 그리고 사모스 제도와 키오스 제도도 그러한 것들이었다. 비록 이오니아의 도시들이 서로 독립적이지만, 그들은 공유된 유산을 인식했고, 공동의 사원과 만남의 장소인 파니오니온을 가지고 있다. 그리하여 그들은 ‘문화적 연맹체’를 형성했고, 그것에 다른 도시와 심지어는 다른 이오니아 종족이 끼어드는 것을 용인하지 않았다. 이오니아의 도시들은 기원전 560년경 유명한 리디아 왕인 크로이소스 왕에 의해 정복당할 때까지 독립적으로 남아있었다. 이오니아 도시들은 그후 리디아의 통치 하에 있다가 아케메네스 제국의 키루스 대제에 의해 리디아가 정복될 때까지 그러한 상태를 유지했다. 페르시아는 이오니아 지역이 통치하기 어려운 지역이라는 것을 알게 되었다. 제국 외의 지역에서, 키루스는 새로운 속국민들을 도와줄 유대의 성직자들 같은 토착 엘리트 집단을 찾을 수 있었다. 이 당시 그리스 도시 국가들에는 그러한 집단이 존재하지 않았고, 보통 귀족들이 존재하였으며 이들은 반드시 앙숙 관계로 분열되어 있었다. 그리하여 페르시아는 각 이오니아의 도시에 참주를 후원하였고, 비록 이 제도가 이오니아 내부의 갈등을 유발하는 것을 감수하면서도 정착시켰다. 게다가 참주는 독립적 성향으로 발전하였고, 교체를 해야 했다. 참주들로서도 어려운 과제를 떠안게 되었는데, 그들로서는 동료 시민들의 최악의 증오를 피해가야 했고, 반면 페르시아로부터 지지도 얻어야 했다.
페르시아가 이오니아를 정복한 지 40년 후, 제4대 황제인 다리우스 대제의 통치기에 참주 아리스타고라스는 자신이 익숙한 곤경에 빠진 것을 알게 되었다. 기원전 500년, 낙소스에서 추방된 자들이 아리스타고라스에게 접근하여 섬을 통치하라고 부추겼다. 그는 낙소스를 정복함으로써 밀레투스에서 자신의 위치를 공고히 할 좋은 기회라고 여겼다. 그리하여 리디아의 사트라프였던 아르타페르네스에게 접근하여 낙소스를 연합하여 공격하자고 제의를 했고, 아르타페르네스도 그러한 제안에 동의를 했다.

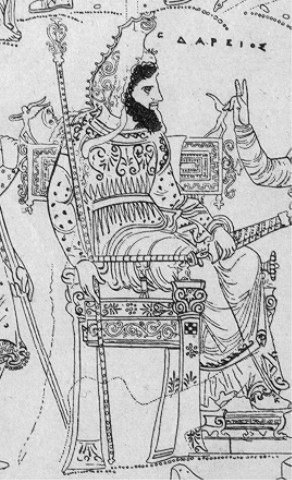
기원전 4세기의 그리스 화가가 그린 것으로 추정되는 다리우스 1세

원정은 기원전 499년 봄에 시작되었지만, 붕괴는 빠르게 진행되었다. 군대는 낙소스를 4개월 동안 포위를 했지만, 결국 페르시아 군과 아리스타고라스 모두 군비가 소진되었다. 그리하여 연합 병력은 본토로 퇴각할 수밖에 없었다. 아리스타고라스는 자신이 곤경에 빠진 것을 자각하였고, 아르타페르네스에 의해 지위가 박탈될 것임을 확신했다. 자신을 방어하려는 필사적인 시도로, 자신이 통치하던 밀레토스 전체를 페르시아로부터 반란을 일으키도록 선동할 선택을 하였고, 이것이 이오니아 반란의 시작이었다. 비록 헤로도투스가 아리스타고라스의 개인적인 동기의 결과라고 반란을 설명하긴 했지만, 이오니아 인들에게는 어쨌건 반란을 일으킬 충분한 분위기가 무르익어 있었고, 페르시아가 시행한 참주가 주요 요인 중 하나였다. 아리스타고라스의 행동은 불씨에 불을 붙인 것이었고, 그들은 이오니아와 아오올리스 그리고 도리스까지 선동을 했으며, 참주제가 폐지되고, 그것을 대신하여 민주정이 확립되었다.
아리스타고라스는 헬레네 소아시아 전체를 반란에 빠뜨렸고, 그리스도 페르시아를 상대하기 위해 다른 동맹을 필요로 했다는 것을 자각했음은 명백하다. 기원전 499년 겨울, 그는 그리스로 항해를 떠나 동맹군을 얻으려 노력했다. 스파르타를 설득하지 못했지만, 아테네와 에레트리아의 도시 국가들은 반란을 지원하기로 약속했다. 기원전 498년 봄, 20척의 삼단노선을 탄 아테네 군은 에레트리아에서 지원한 5척을 더해 모두 25척의 전력으로 이오니아를 향해 항해를 시작했다. 그들은 에페소스 근체에서 이오니아 본군과 합류를 했다. 그후 에페소스의 안내를 받아 산악 지대를 통해 아르타페르네스가 통치하는 주도였던 사르디스로 진격했다. 그리스 군은 불시에 페르시아를 습격하여 도시 하부 지역을 함락할 수 있었다. 그러나 도시 하부가 그때 불이 붙었고, 그리스 군은 사기가 저하되어 도시에서 퇴각하여 에페소스로 귀환을 했다. 소아시아에 있었던 페르시아 군대는 그리스 군을 추적하여 에페소스 외곽에서 따라잡았다. 사기가 떨어지고, 피곤한 그리스 군대가 페르시아 군의 적수가 되지 못함은 당연지사였고, 뒤이은 에페소스 전투에서 대패를 당했다. 이 전투에서 도주한 이오니아 인들은 그들 자신의 도시로 복귀를 했다. 반면 아테네와 에레트리아 군은 간신히 배를 되찾아 그리스로 복귀할 수 있었다.

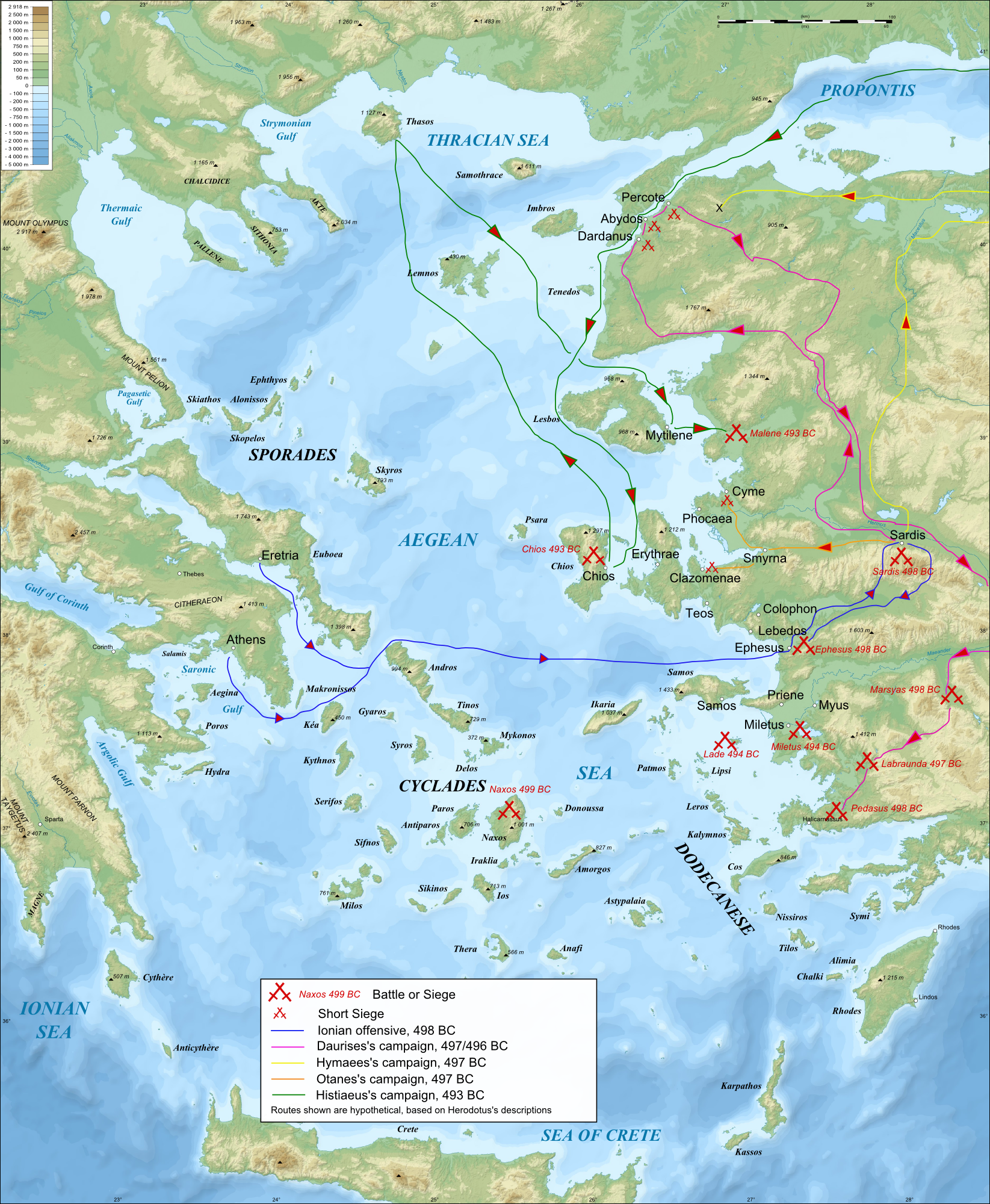
이오니아 반란의 주요 사건

이들의 후퇴에도 불구하고, 반란은 더욱 확산되었다. 이오니아 세계는 헬레스폰트와 프로폰티스에 병력을 보내 비잔티움과 인근 도시를 함락시켰다. 그들은 또한 카리스를 반란에 참여하도록 설득했다. 게다가 반란이 확산됨을 알고, 키프러스 왕국도 외부의 설득을 받지 않았어도 페르시아의 통치에 반기를 들었다. 이후 3년 동안, 페르시아 군과 해군은 카리아와 키프러스에 있는 반란군들과 싸우는데 전념했고, 이오니아는 이 시기에 불안한 평화를 누리는 것처럼 보였다. 페르시아 군의 역공이 정점에 이르렀을 때, 아리스타고라스는 자신의 지위를 더 이상 유지할 수 없음을 자각하고서는 밀레투스 지도자, 그리고 반란군의 지도자로서의 지위를 포기하고 밀레투스를 떠났다. 헤로도투스를 이런 아리스타고라스를 그저 겁먹고 도망친 것이라고 부정적으로 보았다.
반란 6년째인 기원전 494년, 페르시아 군대는 재집결을 했다. 운용가능한 모든 육군이 하나의 군으로 집결되었고, 다시 속국이 된 키프러스, 이집트, 킬리키아 그리고 포이니케에서 지원한 함대를 동반했다. 페르시아 군은 반란의 진앙지부터 진압하겠다는 의도로 다른 요새는 무시하고 밀레투스로 바로 진격했다. 그리스 사정에 밝은 메디아 장군 다티스가 이 당시 다리우스 대제에 의해 이오니아에 파견되었다. 따라서 그가 페르시아 공격군 총사령관으로 지휘를 했을 것이라는 충분히 추측 가능한 일이다. 이러한 군대가 진격해 온다는 이야기를 듣고, 이오니아 인들은 성지 화합 장소인 파니오니움에 모여서 육지에서 싸우는 것은 승산이 없다는 결정을 했다. 그들은 밀레투스 인들에게 성을 지키라고 남겨두고, 대신 운용 가능한 모든 배를 모아서, 바다에서 담판을 짓기 위해 밀레투스 해안에서 떨어진 라데 섬에 집결시켰다.

## 전력

### 그리스
이오니아의 도시 국가들은 레스보스의 아이올리아를 중심으로 연합을 했다. 헤로도투스는 각 국가의 선박 수를 다음과 같이 기록하고 있다.
| 도시         | 선박 |
| ------------ | ---- |
| 키오스       | 100  |
| 밀레투스     | 80   |
| 레스보스     | 70   |
| 사모스       | 60   |
| 테오스       | 17   |
| 프리에네     | 12   |
| 에리트라이아 | 8    |
| 뮈우스       | 3    |
| 포카이아     | 3    |
| 전체         | 353  |

헤로도투스는 전선의 순서를 다음과 같이 동서로 나열하고 있다.
- 밀레투스—프리에네—튀우스—테오스—키오스—에뤼트라이아—포카이아—레스보스—사모스.

### 페르시아
헤로도투스는 페르시아 함대가 600척의 배를 보유했었다고 말한다. 이러한 배들은 가장 싸우고 싶어했던 페니키아와 반란이 막 진압된 고대 이집트, 킬리키아, 키프로스에서 제공했다. 페르시아 함대는 노련한 메디아 출신의 장군 다티스가 지휘했을 것으로 추정되며, 페르시아 기록에는 다리우스 대제가 라데 반란이 일어났을 때쯤 파견한 것으로 시사하고 있다. 그러나 헤로도투스는 이 원정에서 사령관의 이름을 밝히지는 않았다.

## 서전
페르시아 군이 라데 해안 근처에 도달하여 이오니아 선단의 수를 알게 되자, 그리스를 이길 수 없을 것이라고 염려했다. 실패하면 다리우스 황제의 분노를 감당해야 할 것을 두려워 했기 때문이다. 헤로도투스에 의하면 반란 초기에 축출되었던 이오니아 참주들도 참전해 있었는데 그들은 페르시아 군에게 지시를 받았다.
| “ | 이오니아 군이여! 이제 너희가 왕가에 충성을 보여줄 때다. 각 연합군에서 너희 각 나라의 병력을 갈라놓도록 해라. 이 약속을 그들 앞에 전달하도록 해라. 반란군에 어떠한 위해도 가하지 않을 것이며, 사원도, 집도 불태워지지 않을 것이며, 폭동 이전보다 더 심한 대우를 받지 않을 것이라고. 이러한 것을 무시하고 싸우고자 한다면, 그들을 구속할 것이라고 말해 주어라. 전투에서 패배한다면, 노예가 될 것이고, 아이들은 거세될 것이며, 딸은 박트리아로 포로로 끌고가서 다른 이들에게 넘겨질 것이라고 ... | ” |

그리하여 참주들은 자신들이 다스리던 지역에 인척을 파견하였지만, 이오니아 인들은 그러한 제안을 거부했다. 모두가 자신들에게만 접근해 왔을 것이라고 생각하여, 이 제안에 대해 각 나라가 논의를 할 것처럼 보이지는 않았으며, 배신을 하지 않을 것이라고 생각했다.

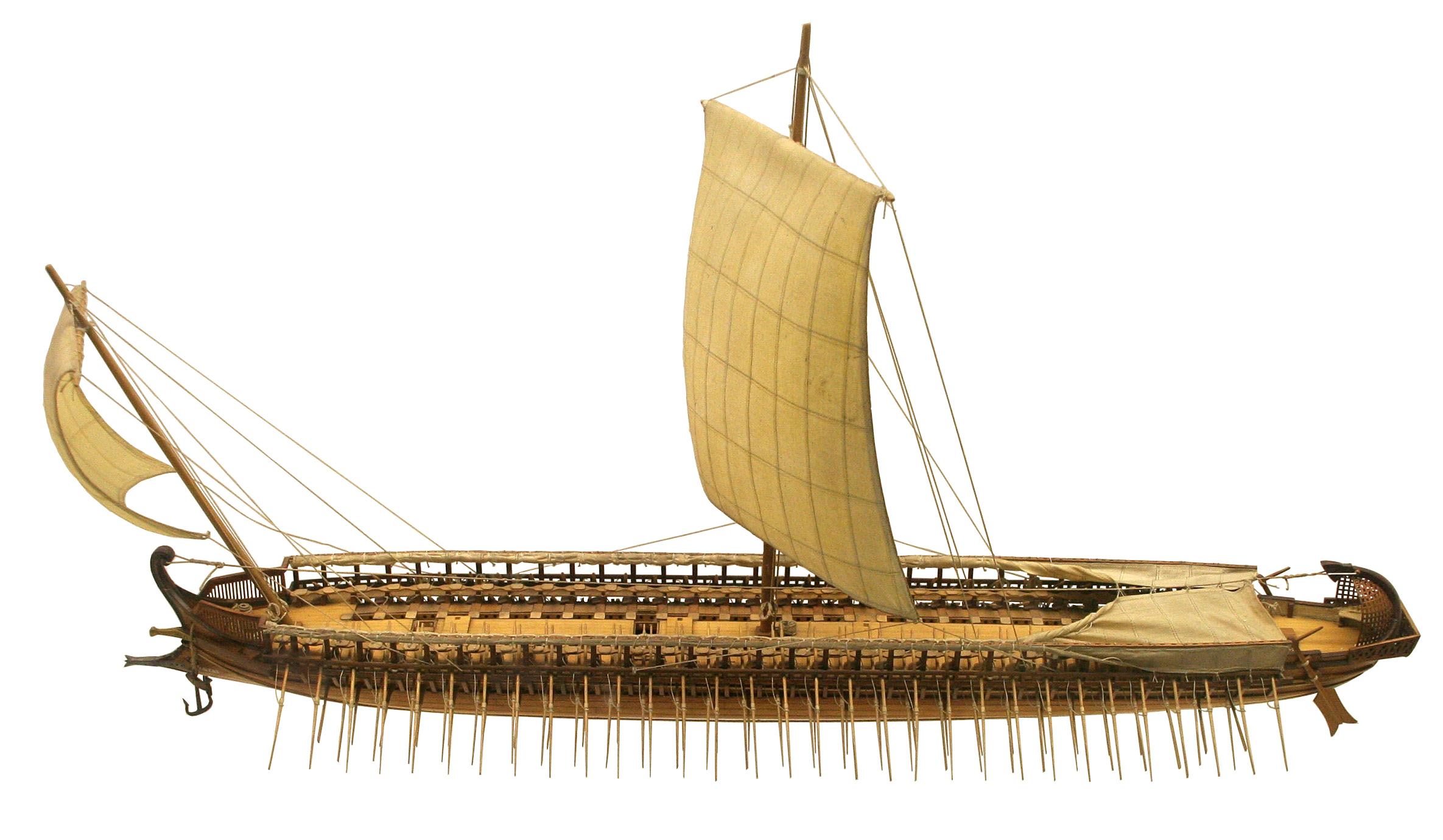
당시 양측에서 사용했을 것으로 추정되는 삼단노선의 모형

그러나 이오니아 인들은 회의를 개최하여 전쟁 실행에 대해 논의를 했다. 포카이아의 장군 디오니시오스는 그리스 군을 훈련시켜 이끌겠다고 제안했다.
| “ | 이오니아의 병사들이여! 우리의 운명은 칼날 위에 서 있소! 자유민이 되건, 아니면 노예가 되건, 아니면 도망 노예가 되건. 여러분이 이제 역경을 감수하겠다고 동의를 하신다면, 우리는 현재 싸우게 될 것이요. 적을 물리치고, 자유를 얻기 위한 여러 분의 힘이 될 것이오. 나약하고, 흩어지길 원한다면, 반란군에게 가해질 왕의 징벌로부터 여러분을 아무도 구해주지 못할 것이오. 나를 믿고, 여러 분을 나에게 맡겨두시오. 나는 약속하겠소. 신이 공평하다면, 적이 전투에서 우리를 만나지 못하거나 아니면 그들은 완전히 박살날 것이오. | ” |

## 관련자료

### 고대자료
- 헤로도토스, 《역사》
- 투키디데스, 《펠로폰네소스 전쟁사》(History of The Peloponnesian Wars)
- 디오도로스 시켈로스, Library
- 키케로, On the Laws